# Kateryna Boklach
Kateryna Boklach, née le 16 janvier 2004 à Tchernivtsi, est une footballeuse internationale ukrainienne évoluant au poste de gardienne de but au FC Nantes.

## Biographie

### En club
Kateryna Boklach joue dans le club amateur de Bukovynska Nadiya, à l'Invictus de Kiev puis au SC Ladomyr Volodymyr (en) avec lequel elle signe son premier contrat professionnel en 2022 .
Elle quitte l'Ukraine la même année à la suite de l'invasion russe de son pays. Elle joue trois mois au Górnik Łęczna en Pologne, puis joue durant l'été au FC Hayasa, disputant les tours de qualification de la Ligue des champions 2022-2023, avant de rejoindre le club français du Grenoble Foot 38 en septembre 2022. Elle devient une joueuse de l'Olympique de Marseille en 2023, renouvelant son contrat d'un an en 2024.
En janvier 2025, elle signe au FC Nantes.

### En sélection
Après avoir joué dans toutes les sélections ukrainiennes de jeunes depuis les moins de 15 ans, Kateryna Boklach connaît sa première sélection en équipe d'Ukraine le 27 février 2024 en Ligue des nations contre la Bulgarie.